# Alberto Rondani
Alberto Rondani (Parma, 29 luglio 1846 – Parma, 11 gennaio 1911) è stato un poeta e letterato italiano.

## Biografia
Nacque in una modesta casa di piazza Maggiore (oggi piazza Garibaldi), da Emilio e Maddalena Kollenz (figlia di un ufficiale austriaco). Rivendicò sempre la discendenza della famiglia Rondani dalla nobile e antica famiglia Rondanini.

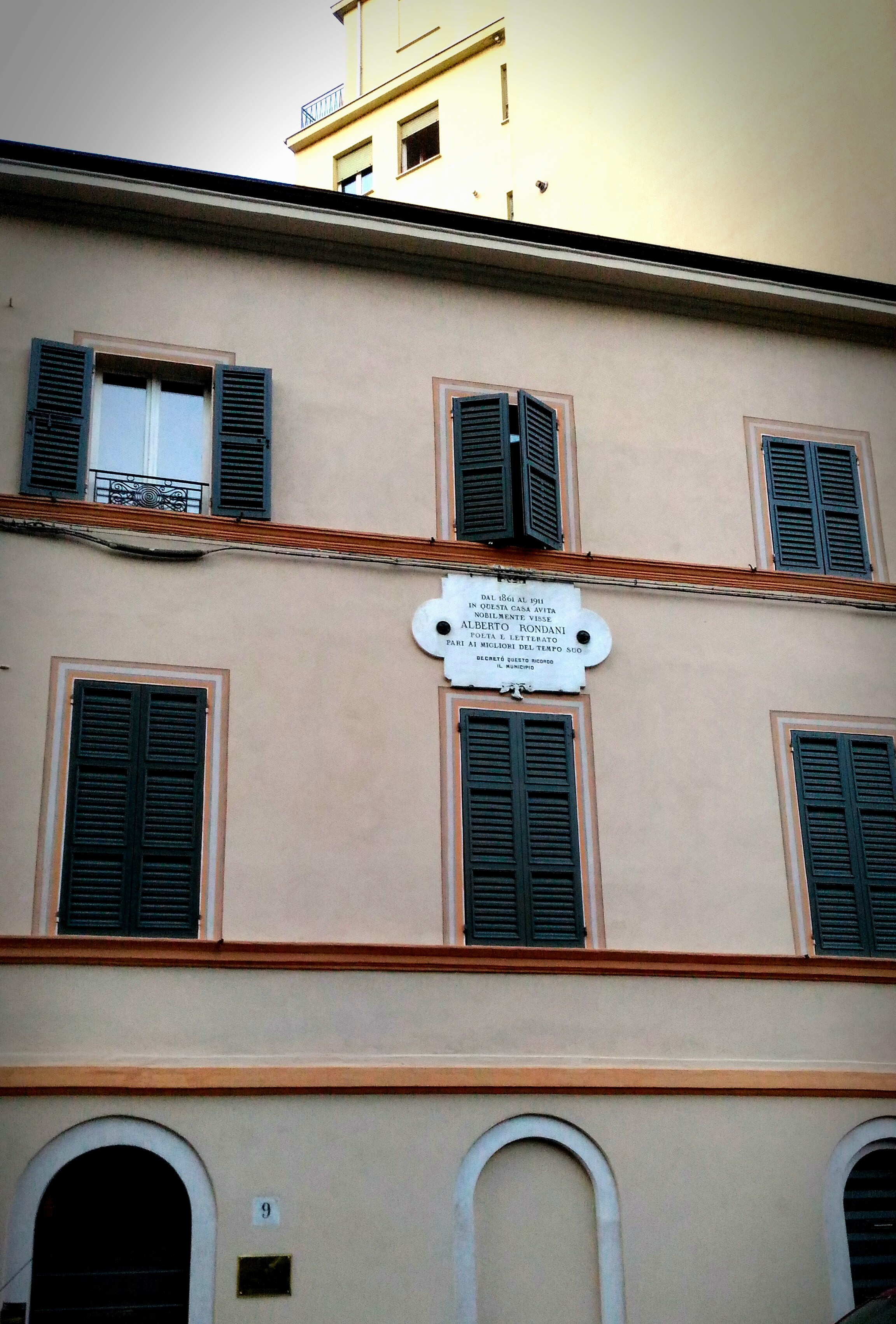
Casa di Alberto Rondani. Visse in questa casa a Parma, in piazzale Rondani, dal 1861 al 1911

A dieci anni veniva ammesso all'Accademia di Belle Arti di Parma, mentre contemporaneamente frequentava le scuole classiche, dove scrisse un sonetto e ottenne le lodi del suo insegnante. Diplomato con ottimi voti dal Liceo si iscrisse all'Università di Parma, ma nel 1866 abbandonò i corsi dopo soli sei mesi e si iscrisse alla Reale Accademia militare di Torino; in seguito al trasferimento della capitale italiana a Firenze, l'Accademia prolungò i corsi fino a tre anni. Alberto la abbandonò sdegnato e riprese gli studi letterari. Nel 1869 si laureò in Belle Arti presso l'Università di Padova.
Nel 1870 cominciò a scrivere una critica sull'Esposizione Nazionale di Belle Arti di Parma e da quel momento scrisse critiche su varie mostre, soprattutto di quelle tenutesi a Milano, Parigi, Vienna e Monaco. Scrisse di molti artisti del suo tempo, tra cui Micchetti, Pasini, Morelli, Mussi, De Wittis, Induno, Monteverde e Tabacchi.
Nel settembre 1871 ottenne la cattedra di lettere italiane presso l'Istituto Tecnico di Parma. In quegli anni collaborò con molte importanti riviste: Nuova Antologia (rivista di letteratura italiana) e L'Art (rivista francese). Nel 1887 divenne professore di Letteratura e Storia dell'arte alla Regia Accademia di Belle Arti.  Alla difesa di quest'ultima, minacciata di soppressione, dedicò gran parte dei suoi ultimi anni.
Nel 1898 lasciò l'insegnamento all'Istituto Tecnico e all'Accademia, ritirandosi a vita privata.
Morì a 65 anni a fu sepolto sotto un arco del cimitero della Villetta. L'Accademia di Belle Arti (ora Istituto d'Arte "Paolo Toschi") gli dedicò un busto di marmo.
Fu una persona molto timida e riservata. Rifiutò la cattedra di eloquenza alla Regia Università di Parma, fu un convinto patriota e un assiduo seguace di Alessandro Manzoni. Si dice che quando andò in pellegrinaggio da quello si gettò in ginocchio e gli baciò le mani.
Sua sorella Ermelinda (1843-1943) fu anch'essa una poetessa, tra le prime a scrivere in dialetto parmigiano; gran parte della sua produzione risulta però attualmente dispersa.

## Opere
- Versi (1871)
- Affetti e meditazioni (1875)
- Voci dell'Anima (1876)
- Scritti d'Arte (1874)
- Saggi e critiche d'arte (1880)
- La filosofia positiva e la critica dell'arte (1888)